# Маалуль, Набиль
Набиль Маалуль (араб. نبيل معلول‎; род. 25 декабря 1962, Тунис) — тунисский футболист и футбольный тренер, главный тренер кувейтского клуба «Аль-Кадисия». Участник летних Олимпийских игр 1988 года в Сеуле.

## Карьера игрока
Маалуль начал играть в футбол приблизительно в возрасте 6-7 лет под руководством своего отца. Бросив учёбу в 18-летнем возрасте, начал свою профессиональную карьеру в «Эсперансе» (Тунис). Потом в 1989 году переехал в Германию, где выступал за клуб «Ганновер 96». Там он провел 28 матчей, в которых забил 2 мяча. Затем он защищал цвета футбольного клуба «Бизертен», и в 1996 году окончил карьеру ещё в одном тунисском клубе «Клуб Африкен».
Провел за сборную Туниса 74 матча, в которых забил 11 голов.

## Карьера тренера
После завершения игровой карьеры в 1997 году тренировал футбольный клуб «Олимпик» из города Кеф. В 2002 году работал в сборной Туниса в качестве ассистента главного тренера Роже Лемерра, выигравшего Кубок африканских наций в 2004 году. В сентябре 2006 года снова вернулся в главную команду страны.
Новый виток карьеры произошел в декабре 2010 года, когда он принял тот же «Эсперанс де Тунис» после отставки Махера Канзари, и впервые в истории тунисского футбола в 2011 году оформил требл, выиграв чемпионат Туниса, кубок страны и Лигу чемпионов КАФ. После его замены Мишелем Декастелем в январе 2012 года, он вернулся в тот же клуб через несколько месяцев. 14 февраля 2013 года был назначен главным тренером сборной Туниса. На посту главного тренера проявил себя неудачно: после поражения 7 сентября от сборной Кабо-Верде (0:2) он объявил о своей отставке.
В том же году, 29 ноября, дал согласие футбольному клубу «Раджа Касабланка», на то, чтобы возглавить команду на клубном ЧМ-2013. 20 января 2014 года назначен главным тренером катарского «Аль-Джаиш», с которым выиграл Кубок кронпринца Катара. 20 декабря 2014 года возглавил сборную Кувейта, проведя 3 матча на Кубке Азии 2015 года, и матчи второго отборочного раунда ЧМ-2018 до 16 октября 2015 года, когда Кувейт был исключен из ФИФА.
27 апреля 2017 года Маалуль возглавил сборную Туниса по футболу, и вывел её на мундиаль, став вторым в истории тренером-тунисцем, который сделал это, после Абдельджамида Четали, который руководил командой на ЧМ-1978.
В июне 2022 года Маалуль вернулся на должность главного тренера клуба «Эсперанс де Тунис». 13 мая 2023 года он подал в отставку с должности после трёх поражений своей команды подряд, последнее из которых «Эсперансу» нанёс египетский «Аль-Ахли» в полуфинале Лиги чемпионов (0:3).
12 июня 2025 года Маалуль был назначен главным тренером кувейтского клуба «Аль-Кадисия».

## Достижения
В качестве игрока
Эсперанс
- Чемпион Туниса: 1981/1982, 1984/85 1987/88, 1988/89, 1992/93, 1993/94
- Обладатель Кубка Туниса по футболу: 1985/86, 1988/89
- Обладатель Суперкубка Туниса по футболу: 1993

Клуб Африкэн
- Чемпион Туниса: 1995/96

В качестве тренера
Эсперанс
- Чемпион Туниса: 2010/11, 2011/12